# مطار عدادو
مطار عدادو (إياتا: AAD، إيكاو: HCAD) (بالصومالية: Gegada Diyaaradaha Cadaado)‏ هو مطار يخدم بلدة عدادو في منطقة أدادو بالصومال، ويُعتبر أكبر مطار يخدم ولاية غلمدغ بوسط الصومال.

## شركات الطيران والوجهات
| شركـات طيـران | الوجهات |
| ------------- | ------- |
| جوبا للطيران  | مقديشو  |